# Euops
Euops es un género de gorgojos de la familia Attelabidae que contiene más de 300 especies. Se distribuyen en casi toda la región tropical y subtropical excepto América. Habitan particularmente en Nueva Guinea y Australia, donde son los únicos representantes de la subfamilia Attelabinae. La siguiente es una lista parcial de especies pertenecientes al género:
- Euops aceri
- Euops aeneicollis
- Euops aerosa
- Euops affinis
- Euops alluaudi
- Euops amethystina
- Euops anceps
- Euops andrewesi
- Euops apicalis
- Euops armatipennis
- Euops armipes
- Euops australasiae
- Euops awana
- Euops azurea
- Euops bakewelli
- Euops blanda
- Euops borneoensis
- Euops boviei
- Euops bowringii
- Euops burgeoni
- Euops burgersi
- Euops castaneipennis
- Euops championi
- Euops chinensis
- Euops clavigera
- Euops coelestina
- Euops conicollis
- Euops coquereli
- Euops corrugata
- Euops cribraria
- Euops cuprea
- Euops cupreosplendens
- Euops cuprifulgens
- Euops cuprinipennis
- Euops cupripennis
- Euops cyanea
- Euops cyanella
- Euops cyaneus
- Euops cyanicolor
- Euops dentata
- Euops distincta
- Euops divisa
- Euops effulgens
- Euops elongata
- Euops eucalypti
- Euops falcatus
- Euops femoralis
- Euops flavomaculata
- Euops fulgida
- Euops fuscocuprea
- Euops gardneri
- Euops goudoti
- Euops gratiosa
- Euops guineensis
- Euops hildebrandti
- Euops howittii
- Euops igniceps
- Euops ignita
- Euops ilaegiae
- Euops impuncticollis
- Euops indigena
- Euops insularis
- Euops janthinus
- Euops javanica
- Euops jekeli
- Euops jucunda
- Euops kharsu
- Euops koreana
- Euops lateralis
- Euops leai
- Euops lespedezae
- Euops longipes
- Euops luteicornis
- Euops maculata
- Euops matsumurana
- Euops mesosternalis
- Euops metallica
- Euops mindanaoensis
- Euops minuta
- Euops montana
- Euops monticola
- Euops morio
- Euops moseri
- Euops mysolensis
- Euops nietneri
- Euops nigra
- Euops nigricollis
- Euops nitidicollis
- Euops obscura
- Euops palawana
- Euops papua
- Euops paradoxa
- Euops parvula
- Euops peguensis
- Euops phaedonia
- Euops picipes
- Euops plicata
- Euops polita
- Euops pulchella
- Euops punctatostriata
- Euops puncticollis
- Euops purpurea
- Euops pustulosa
- Euops roelofsi
- Euops rubra
- Euops rudis
- Euops rufitarsis
- Euops ruginotus
- Euops sandakanensis
- Euops schilskyi
- Euops schoutedeni
- Euops schultzei
- Euops scutellaris
- Euops semicuprea
- Euops semimetallica
- Euops semiviolaceus
- Euops singularis
- Euops splendens
- Euops splendida
- Euops spondiae
- Euops striata
- Euops strigiventris
- Euops subdentata
- Euops submetallica
- Euops subopaca
- Euops suffundens
- Euops suturalis
- Euops tibialis
- Euops togoensis
- Euops tonkinensis
- Euops trigemmata
- Euops tristicula
- Euops tuberculatus
- Euops turbaticollis
- Euops unicolorata
- Euops vadoni
- Euops wallacei
- Euops walshi
- Euops victoriensis
- Euops willemoesi
- Euops violacea
- Euops viridiceps
- Euops viridicollis
- Euops viridifusca
- Euops viridisticta
- Euops viriditinctus
- Euops viridiventris
- Euops viridula
- Euops vossi